# Domaine de Fukushima
Le domaine de Fukushima (福島藩, Fukushima-han) est un fief féodal japonais de l'époque d'Edo situé dans la province de Mutsu (actuelle préfecture de Fukushima). Il était dirigé à partir du château de Fukushima dans l'actuelle ville de Fukushima par le clan Itakura pendant la majeure partie de son histoire.

## Histoire
La région autour de Fukushima est, durant la période Muromachi, une partie du territoire du clan Date. Data Mochimune fait construire le château de Daibutsu (大仏城, Daibutsu-jō) sur le site de l'actuel château de Fukushima en 1413. En 1592, la région passe sous le contrôle de Gamō Ujisato qui renomme le château en « château de Fukushima ». En 1600, la bataille de Matsukawa se déroule devant les portes de la forteresse. Après l'établissement du shogunat Tokugawa, Fukushima est le centre d'un territoire tenryō (shogunal) avec un kokudaka de 200 000 koku. En 1679, Honda Tadakuni est transféré du domaine de Yamato-Komiyama, ce qui marque les débuts du domaine de Fukushima. Cependant, il ne le dirige que trois ans avant d'être transféré au domaine de Himeji. Le domaine de Fukushima est ré-établit en 1686 pour Hotta Masanaka, anciennement au domaine de Yamagata. Son fils, Hotta Masatora, est transféré depuis Yamagata en 1700. Le domaine de Fukushima est de nouveau recréé en 1702 pour Itakura Shigehiro, anciennement au domaine d'Itaki dans la province de Shinano. Sa branche du clan Itakura dirige Fukushima jusqu'à la restauration de Meiji.
Durant la période du Bakumatsu, au début de la guerre de Boshin, le domaine rejoint l'Ōuetsu Reppan Dōmei. Cependant, le soutien aux Tokugawa est peu enthousiaste, et après l'arrivée de la nouvelle de la chute du château de Nihonmatsu voisin par l'alliance Satchō, le 11e daimyō, Itakura Katsumi, ouvre son château sans combattre. Son successeur, Itakura Katsusato, déplace son siège de Fukushima jusqu'à une exclave contrôlée par le domaine à Shigehara dans la province de Mikawa en 1869. Il reçoit plus tard le titre de vicomte (shishaku) selon le système de noblesse kazoku et devient membre de la chambre des pairs du gouvernement de Meiji.
En juillet 1871, après l'abolition du système han, le domaine de Fukushima est absorbé dans la nouvelle préfecture de Fukushima.

## Possessions à la fin de l'époque d'Edo
Comme la plupart des domaines japonais, Fukushima est composé de plusieurs territoires discontinus dont la valeur kokudaka est fondée sur une estimation périodique du potentiel agricole,.
- Province de Mutsu (Iwashiro)
  - 19 villages dans le district de Shinobu
- Province de Kazusa
  - 4 villages dans le district de Yamabe
- Province de Mikawa
- ? villages dans le district de Hazu

## Liste des daimyōs
| #                              | Nom                           | Règne     | Titre de courtoisie                     | Rang de cour            | Kokudaka     | Notes                                                                         |
| ------------------------------ | ----------------------------- | --------- | --------------------------------------- | ----------------------- | ------------ | ----------------------------------------------------------------------------- |
| Clan Honda (fudai) 1679-1682   |                               |           |                                         |                         |              |                                                                               |
| 1                              | Honda Tadakuni (本多忠国)     | 1679-1682 | Nakatsukasa-daiyu (中務大輔) jijū(侍従) | 4e inférieur (従四位下) | 150 000 koku | Transféré depuis le domaine de Yamato-Komiyama Transféré au domaine de Himeji |
| Tenryō 1682-1686               |                               |           |                                         |                         |              |                                                                               |
| Clan Hotta (fudai) 1686-1700   |                               |           |                                         |                         |              |                                                                               |
| 1                              | Hotta Masanaka (堀田正仲)     | 1686-1694 | Shimosa-no-kami (下総守)                | 5e inférieur (従五位下) | 100 000 koku | Transféré depuis le domaine de Yamagata                                       |
| 2                              | Hotta Masatora (堀田正虎)     | 1694-1700 | Izu-no-kami (伊豆守)                    | 5e inférieur (従五位下) | 100 000 koku | Transféré depuis au domaine de Yamagata                                       |
| Tenryō 1700-1702               |                               |           |                                         |                         |              |                                                                               |
| Clan Itakura (fudai) 1702-1868 |                               |           |                                         |                         |              |                                                                               |
| 1                              | Itakura Shigehiro (板倉重寛)  | 1702-1717 | Kai-no-kami (甲斐守)                    | 5e inférieur (従五位下) | 30 000 koku  | Transféré depuis le domaine d'Itaki                                           |
| 2                              | Itakura Shigeyasu (板倉重泰)  | 1717-1718 | Izumo-no-kami (出雲守)                  | 5e inférieur (従五位下) | 30 000 koku  |                                                                               |
| 3                              | Itakura Katsusato (板倉勝里)  | 1718-1743 | Kai-no-kami (甲斐守)                    | 5e inférieur (従五位下) | 30 000 koku  |                                                                               |
| 4                              | Itakura Katsutsugu (板倉勝承) | 1743-1765 | Naizen-no-kami (内膳正)                 | 5e inférieur (従五位下) | 30 000 koku  |                                                                               |
| 5                              | Itakura Katsutō (板倉勝任)    | 1765-1766 | Aucun                                   | Aucun                   | 30 000 koku  |                                                                               |
| 6                              | Itakura Katsuyuki (板倉勝行)  | 1766-1773 | Bitchu-no-kami (備中守)                 | 5e inférieur (従五位下) | 30 000 koku  |                                                                               |
| 7                              | Itakura Katsunori (板倉勝矩)  | 1773-1775 | Kawachi-no-kami (河内守)                | 5e inférieur (従五位下) | 30 000 koku  |                                                                               |
| 8                              | Itakura Katsunaga (板倉勝長)  | 1775-1815 | Naizen-no-kami (内膳正)                 | 5e inférieur (従五位下) | 30 000 koku  |                                                                               |
| 9                              | Itakura Katsutoshi (板倉勝俊) | 1815-1834 | Kai-no-kami (甲斐守)                    | 5e inférieur (従五位下) | 30 000 koku  |                                                                               |
| 10                             | Itakura Katsuteru (板倉勝顕)  | 1834-1866 | Naizen-no-kami (内膳正)                 | 5e inférieur (従五位下) | 30 000 koku  |                                                                               |
| 11                             | Itakura Katsunao (板倉勝尚)   | 1866-1868 | Kai-no-kami (甲斐守)                    | 5e inférieur (従五位下) | 30 000 koku  |                                                                               |
| 11                             | Itakura Katsusato (板倉勝達)  | 1866-1868 | Naizen-no-kami (内膳正)                 | 5e inférieur (従五位下) | 30 000 koku  | Transféré au domaine de Shigehara                                             |